# Jan Commelijn
Jan Commelin, también conocido como Jan Commelijn, o Johannes Commelinus (Leiden, 23 de abril de 1629–Ámsterdam, 19 de enero de 1692), fue un naturalista y botánico neerlandés.

## Vida y obra

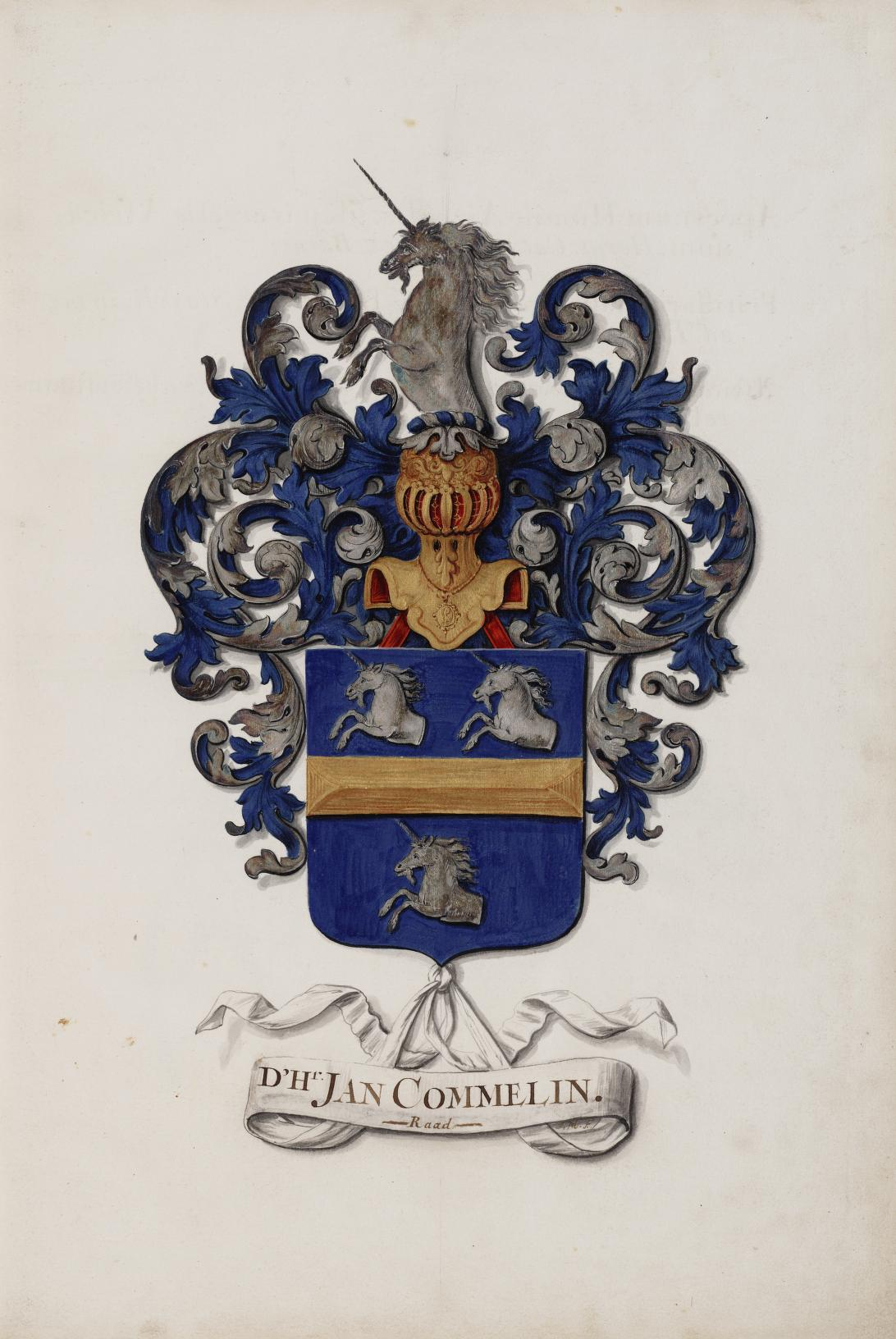
Escudo de armas de Jan Commelin, por Jan Moninckx

Jan era hijo del historiador Isaac Commelin; su hermano Casparus era librero y editor de periódicos.
Como botánico, especialidad de la que también fue profesor, intervino en el desarrollo de nuevos sistemas de estudio cuando se empezaron a importar plantas desde El Cabo y Ceilán. En su condición de concejal de la ciudad, junto con el presidente municipal Johan Huydecoper van Maarsseveen dirigió el arreglo del nuevo jardín botánico denominado Hortus Medicus, que después se convertiría en el Hortus Botanicus de Ámsterdam. Cultivó con éxito plantas exóticas en su finca 'Zuyderhout' cerca de Haarlem, y amasó una fortuna con la venta de hierbas y medicamentos para farmacéuticos y hospitales en Ámsterdam y otras ciudades holandesas.
Commelin hizo un gran trabajo con la publicación de su obra Hortus malabaricus de Rheede, y con Nederlandse Flora publicada en 1683, contribuyendo a los comentarios de los volúmenes segundo y tercero. También preparó la edición de "Horti Medici Amstelodamensis Rariorum", obra publicada en 1697 y dedicada fundamentalmente a las plantas de las Indias Orientales y de las Indias Occidentales, ilustrada principalmente por Jan Moninckx y por su hija Maria Moninckx.
Su sobrino Caspar Commelin fue director del jardín botánico de Ámsterdam, tras Pieter Hotton. Caspar concluyó la obra de su tío, y publicó con la ayuda de Frederik Ruysch.

## Eponimia
Género
- (Commelinaceae) Commelina L.[1]

[Especies

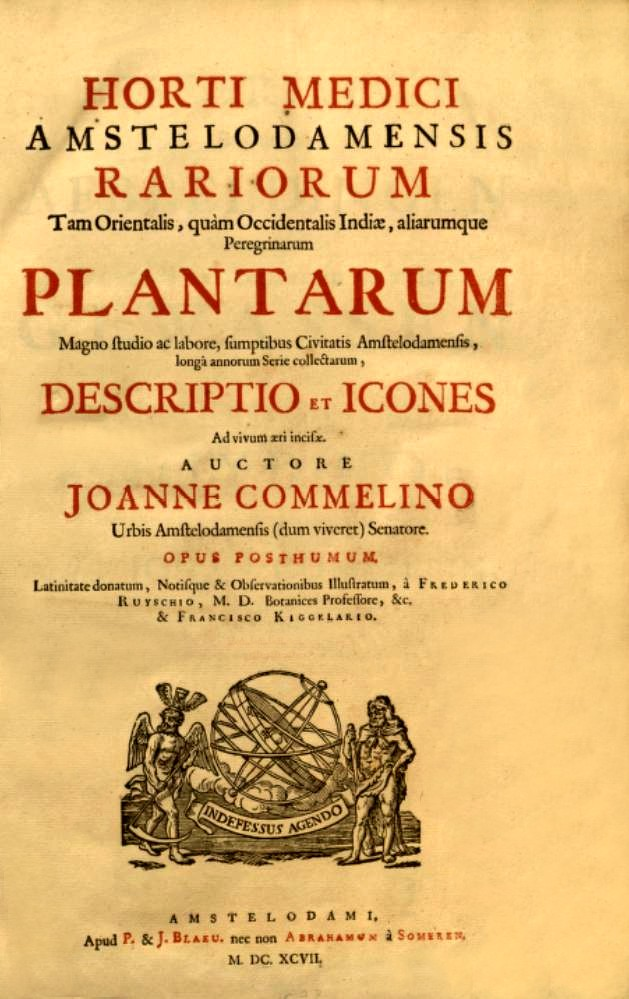
Portada de su obra Horti Medici

- (Agavaceae) Agave commelini Salm-Dyck[2]
- (Euphorbiaceae) Euphorbia commelini DC.[3]
- (Meliaceae) Azedarach commelini Medik.[4]
- (Meliaceae) Melia commelini Medik. ex Steud.[5]
- (Rhamnaceae) Phylica commelini Spreng.[6]
- (Zygophyllaceae) Zygophyllum commelini Eckl. & Zeyh.[7]

## Algunas publicaciones
- Nederlantze Hesperides. 1676
- Catalogus plantarum indigenarum Hollandiae. 1683
- Horti medici Amstelodamensis rariorum... 1697-1701

## Reconocimientos
- El género Commelina lleva su nombre.